# Aeroporto Internazionale di Missoula
L'Aeroporto Internazionale di Missoula (IATA: MSO, ICAO: KMSO, FAA LID: MSO) si trova nello stato del Montana, in Missoula County, a meno di 6 miglia dal centro della città di Missoula.
La sua costruzione fu autorizzata nel 1938 dal presidente Roosevelt, per sostituire il precedente aeroporto (Hale Field). Aperto al servizio nel 1941, fu dedicato a Bob Johnson (un aviatore) e Harry Bell (un imprenditore), in celebrazione del loro contributo al progresso del trasporto aereo civile nel Montana occidentale.
Attualmente, l'aeroporto serve dodici destinazioni con voli senza scalo, tra cui spiccano Salt Lake City, Phoenix, Denver e Atlanta. Vi operano quattro linee aeree: Delta, Frontier, United ed Alaska.